# Mathias Oldén
Mathias Oldén, född 6 november 1978, är en svensk producent, kompositör, mixare, ljudtekniker och musiker.

## Biografi
Som producent har Oldén samarbetat med bl.a. The Hives, MF/MB/, Britta Persson och Last Days of April.
År 2015 släppte Zhala sitt debutalbum som är komponerat, producerat och mixat tillsammans med Mathias Oldén. Tidigare har singlarna "Slippin Around", "I'm In Love", "Prophet" och "Aerobic Lambada" släppts. Även dessa komponerade, producerade och mixade tillsammans med Oldén.
Han har även varit mixare på produktioner av Sibille Attar, Johnossi, Eldkvarn, Korallreven, och Logh.
Oldén spelar bas i bandet Logh. Utöver detta har han medverkat som gästmusiker på skivor med bl. a. Last Days of April, The Fine Arts Showcase och The Radio Dept.

### Fotnoter
1. ↑  ”Mathias Oldén - Wedoo.se”. Arkiverad från originalet den 27 februari 2015. https://web.archive.org/web/20150227161901/http://www.wedoo.se/781106LZLIPPPPM/mathias-olden. Läst 27 februari 2015.
2. ↑  ”Mathias Oldén - Allmusic.com”. http://www.allmusic.com/artist/mathias-olden-mn0000862994. Läst 27 februari 2015.
3. ↑  ”Mathias Oldén - Discogs.com”. http://www.discogs.com/artist/379440-Mathias-Oldén?sort=year%2Cdesc&limit=25&type=Credits&layout=med. Läst 27 februari 2015.
4. ↑  ”Razzia Records - Britta Persson”. Arkiverad från originalet den 17 februari 2015. https://web.archive.org/web/20150217052910/http://razziarecords.se/releases_details.asp?id=917&artist=Britta. Läst 27 februari 2015.
5. ↑  ”Mathias Oldén - Production. Discogs.com”. http://www.discogs.com/artist/379440-Mathias-Oldén?type=Credits&subtype=Production. Läst 27 februari 2015.
6. ↑  ”Zhala - Hemsida”. http://zhalazhala.com. Läst 27 februari 2015.
7. ↑  ”Zhala - Youtube”. https://www.youtube.com/user/Zhala. Läst 27 februari 2015.
8. ↑  ”Mathias Oldén - Technical. Discogs.com”. http://www.discogs.com/artist/379440-Mathias-Oldén?type=Credits&subtype=Technical. Läst 27 februari 2015.
9. ↑  ”Mathias Oldén - Instruments and Performance. Discogs.com”. http://www.discogs.com/artist/379440-Mathias-Oldén?type=Credits&subtype=Instruments-Performance. Läst 27 februari 2015.